# Région Sud (Luxembourg)
Pour les articles homonymes, voir Région Sud.

Carte des pôles urbains du Luxembourg avec :
Nordstad
Agglomération de Luxembourg (Agglolux)
Première couronne de l'agglomération précitée
Région Sud
Communes hors pôle urbain

La région Sud est un des trois pôles urbains du Luxembourg.

## Définition
Le STATEC défini les pôles urbains en fonction de deux critères, sur la base des travaux du LISER menés en 2008 et 2009 : la morphologie urbaine, en termes de densité de population et de continuité du bâti et la fonctionnalité, autrement dit le nombre de pendulaires venant travailler dans cette agglomération.

## Géographie
La Région Sud couvre approximativement celle des Terres Rouges, ancien bassin minier et industriel du sud du Luxembourg et contigu à celui du bassin minier lorrain. La région Sud est contigüe à la première couronne de l'agglomération de Luxembourg.
Agglomération polycentrique, elle compte trois « grandes villes » ou villes-centres : Esch-sur-Alzette, Differdange et Dudelange.

## Population du pôle urbain
La population de la Région Sud dépasse en 2025 les 190 000 habitants et représente près d'un tiers de la population totale du pays.
| Commune                         | Canton           | Superficie | Population | Densité (en hab./km²) |
| ------------------------------- | ---------------- | ---------- | ---------- | --------------------- |
| Differdange (grande ville)      | Esch-sur-Alzette | +0022,18   | +030 789,  | 1 388,1               |
| Dudelange (grande ville)        | Esch-sur-Alzette | +0021,38   | +022 203,  | 1 038,5               |
| Esch-sur-Alzette (grande ville) | Esch-sur-Alzette | +0014,35   | +037 922,  | 2 642,6               |
| Kayl                            | Esch-sur-Alzette | +0014,86   | +009 969,  | 670,9                 |
| Pétange                         | Esch-sur-Alzette | +0011,93   | +021 806,  | 1 827,8               |
| Rumelange                       | Esch-sur-Alzette | +0006,83   | +005 735,  | 839,7                 |
| Sanem                           | Esch-sur-Alzette | +0024,42   | +019 085,  | 781,5                 |
| Schifflange                     | Esch-sur-Alzette | +0007,71   | +011 589,  | 1 503,1               |
| Total                           | Total            | +0123,66   | +159 098,  | 1 286,57              |

## La région Sud, un pôle de développement
Ancien bassin minier et sidérurgique, la région Sud a vu au cours du XXIe siècle une importante reconversion et diversification économique qui s'est caractérisée notamment par la création du quartier Esch-Belval sur d'anciennes friches industrielles et l'installation de l'université de Luxembourg.
Pour accompagner ce développement économique, un premier syndicat intercommunal dénommé Observatoire régional Sud est créé en 1999 puis est transformé en 2003 pour devenir le Syndicat de communes pour la promotion et le développement de la région du Sud ou plus communément Pro-Sud ; toutefois il est dépossédé par la législation de plusieurs compétences dont celles en matière de planification régionale, ce qui fait douter le syndicat de sa survie et incita certaines communes membres comme Kayl à vouloir le quitter.
Le périmètre du syndicat est toutefois plus large que celui du pôle urbain puisqu'il regroupe, outre les huit communes du pôle, les communes de Bettembourg, Käerjeng et Mondercange.